# 登陸艇

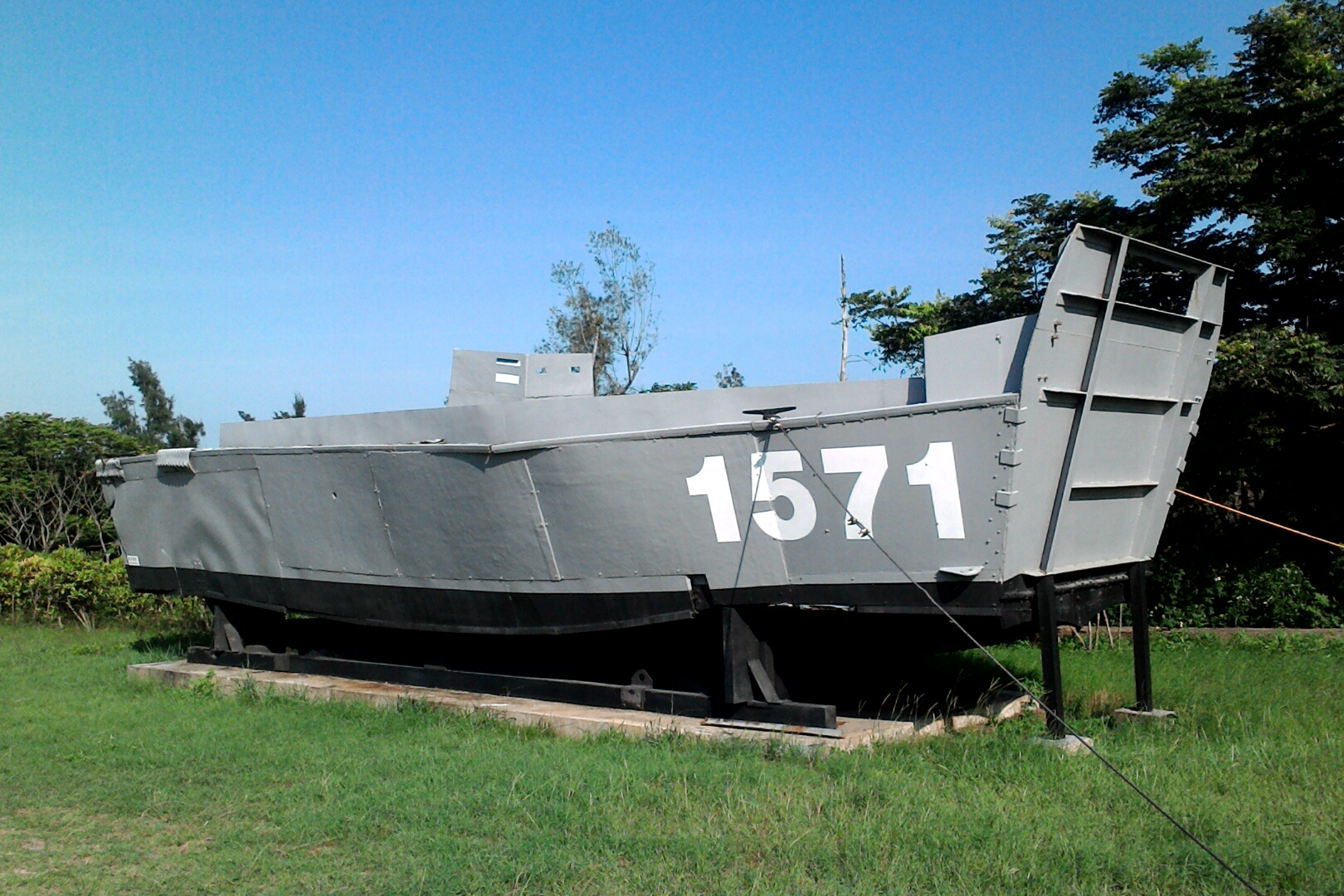
金門國家公園翟山坑道展示的LCVP人員登陸艇。

登陸艇（英語：Landing craft）是一种从近海運輸军队到海岸进行兩棲作战的小型舰艇。在近现代史上，登陆艇在各种登陆作战中被大量使用。如第一次世界大战期间在奥斯曼土耳其进行的加里波利战役，第二次世界大战期間在法国进行的諾曼第登陸以及太平洋戰爭中美军对西太平洋日占岛屿的登陆行动。二战后，登陸艇也在部分局部战争中發揮重要作用，如美军在朝鲜战争期间发起的仁川登陆行动。
在風帆時代，搭载在大型战舰上的小艇常被用作登陆艇。但輪船的出現使得小艇相较其母舰而言过于渺小。所以各国便开始研发专门用于登陆作战中的舰艇。在第一次世界大戰期间，協約國就曾經在加利波利戰役中運用一种被稱為「Black Beetles」的原始登陸艇。在战间期，部份國家為了進攻他國而推出了一些登陸艇，例如日本的“大发动艇”，以及德國的“Pionierlandungsboot”。由于在二战后期同盟国部队需要对轴心国占领的地区进行多次登陆行动，因此对登陆艇的需求异常旺盛，特别是美国就为此设计出多种登陆艇。
由于登陆艇主要在近海浅水区使用，且需要冲滩来放出登陆部队，因此它们大多采用吃水较浅的平船底船型，并在艏部开设有可开合的跳板。這使它们的适航性较差，很难应对高海况。船橋像引擎一樣通常位於船的最後端，如被英美盟军广泛使用的LCA（Landing Craft Assault）登陆艇。
登陸艇結合氣墊船技術後成了氣墊登陸艇。由於气垫将船身托起至海面上，气垫船的吃水较普通船只更浅，这使得它们可以驶入水位更浅的海区，甚至还可以冲上平坦的海滩，极大降低了对登陆地点的选址要求。这使得全世界可登陸海岸線的比重由15%提升至70%，因而气垫登陆艇迅速成了新款登陸艇的研發方向。不過氣墊登陸艇由於油耗遠比传统登陸艇高，而且採用「全墊式」的氣墊船一旦停止動力在水面的浮力跟抗波性都比傳統登陸艇差，加上成本高昂，因此仍有不少國家仍以傳統登陸艇為登陸部队主力。廣泛使用氣墊登陸艇的國家如美國主要是以兩棲戰艦運載登陸艇至近海再将其放出登陸的傳統兩段式作戰，這样可以部分回避气垫艇油耗高的缺点。但也有例外，如俄罗斯的欧洲野牛级气垫登陆艇则是直接由其自身独立完成从海上运输到放出部队登陆的全部流程。

## 各國登陸艇
法國
- L-CAT（法语：Engin_de_débarquement_amphibie_rapide）：大型通用登陸艇，採用雙體船設計，航速極高。
- EDIC（英语：Engin_de_débarquement_d%27infanterie_et_de_chars）：小型通用登陸艇。
- CDIC（英语：Chaland_de_débarquement_d%27infanterie_et_de_chars）：小型通用登陸艇。

 日本
- 小發動艇（日语：小発動艇）：小型人員登陸艇。
- 大發動艇（日语：大発動艇）：大型車輛人員登陸艇。
- 運輸艇1號型（日语：輸送艇1号型）：通用登陸艇。

- 黑鳶級氣墊登陸艇：氣墊登陸艇。
- 鳶級：中型氣墊登陸艇，LCAC-1衍生型。

 中华人民共和国
- 55型：機械化登陸艇。
- 066型：機械化登陸艇。
- 501型：通用登陸艇。
- 067型：通用登陸艇。
- 068型：通用登陸艇。
- 069型：通用登陸艇。
- 271型：通用登陸艇。
- 074型：通用登陸艇。
- 716型：氣墊登陸艇。
- 722型/金沙II：氣墊登陸艇。
- 724型：氣墊登陸艇。
- 726型：氣墊登陸艇。

 俄羅斯/ 乌克兰
- 80型
- 306型（俄语：Десантные_катера_проекта_306）：中型機械化登陸艇。
- 1785型（俄语：Десантные_катера_проекта_1785）：大型登陸艇。
- 1176型（俄语：Десантные_катера_проекта_1176）：大型登陸艇。
- 11770型（俄语：Десантные_катера_проекта_11770）：大型登陸艇。
- 21820型：大型登陸艇。
- 02320型（俄语：Десантные_катера_проекта_02320_«Казак»）：大型登陸艇。
- 1205型（俄语：Десантные_катера_на_воздушной_подушке_проекта_1205）：中型氣墊登陸艇。
- 1206型（俄语：Десантные_катера_на_воздушной_подушке_проекта_1206）：中型氣墊登陸艇，又稱列別季級。
- 1209型（俄语：Десантные_катера_на_воздушной_подушке_проекта_1209）：中型氣墊登陸艇。
- 1238型（俄语：Десантные_катера_на_воздушной_подушке_проекта_1238）：中型氣墊登陸艇。
- 12061型（俄语：Десантные_катера_на_воздушной_подушке_проекта_12061）：中型氣墊登陸艇。
- 12321型（俄语：Малые_десантные_корабли_на_воздушной_подушке_проекта_12321）：大型氣墊登陸艇，艾斯特級。
- 欧洲野牛级气垫登陆艇：大型氣墊登陸艇，歐洲野牛級，也被稱為小型氣墊登陸艦，目前全世界最大的氣墊登陸艇，裝備了AK-630近迫武器系統、9K32（或9K34）便携式防空导弹和MC-227型火箭炮，甚至可以布置水雷充作布雷艇用。

 瑞典
- CB90：快速突擊艇，類似小型登陸艇，可搭載20名特種部隊隊員，最高航速35節，可裝載白朗寧M2重機槍、Mk 19自動榴彈發射器、AGM-114反坦克导弹、水雷與深水炸彈。

 英国
- LCA（英语：Landing_Craft_Assault）：輕型登陸艇，可運載少量的步兵與中小型車輛。
- LCAC(L)（英语：Griffon_2000TD_hovercraft）：氣墊登陸艇。
- GRSE 8000 TD（英语：Griffon-GRSE_8000_TD-Class_Hovercraft）：氣墊登陸艇。

 美国
- LCM：中型機械化登陸艇，可載運武裝人員或物資的，擋板放下時類似畚斗而被稱畚斗船。
- LCI：步兵登陸艇。
- LCPL（英语：LCPL）：大型人員登陸艇。
- LCT：坦克登陸艇，類似小型戰車登陸艦。
- LCVP（英语：LCVP_(United_States)）：車輛人員登陸艇。
- LCU：通用登陸艇，可運載主力戰車。
- LCAC-1（英语：Landing_Craft_Air_Cushion）：中型氣墊登陸艇，美國海軍現役的主力登陸艇，亦有出口給海上自衛隊和德國聯邦國防軍海軍使用。
- MINI ATC：小型裝甲登陸艇，為海豹部隊特種作戰研發的登陸艇，專對河流作戰研發。
- SOC-R（英语：Special_Operations_Craft_–_Riverine_(SOC-R)）：河川特種作戰艇，MINI ATC後繼產品。
- LCAC-100（英语：Ship-to-Shore_Connector）：氣墊登陸艇。
- Landing Craft Control (LCC)：登陆控制艇。用于运载侦察突击队员与雷达，在敌前滩头发现并找到安全泛水上陆的航线，引导登陆艇队，标定登陆出发线及实施海上交通管理和简要水文测量，并清理水中障碍物与雷场。诺曼底登陆时使用了8艘LCC，每个登陆海滩用2艘。LCC有Mk.1和Mk.2两个型号。Mk.1长56英尺（17.07米），宽13英尺7英寸（4.14米），最大吃水3英尺11.5英寸（1.21米），排水量30吨，主机2台225马力柴油机，航速13.5节，续航力500海里/10节，艇员14人，武装为双联12.7毫米机枪三挺并配备有SO搜索雷达一部；Mk.2宽度扩大到14英尺6英寸（4.42米），最大吃水3英尺11英寸（1.19米），武备改为两挺双联机枪。

## 關連項目
- 登陸作戰
- 兩棲戰艦
- 船舶工業
- 造船
- 船塢
- 船台

## 外部連結
- Navy Fact File: Landing Craft, Air Cushioned （页面存档备份，存于）
- Landing Craft Infantry (LCI) Assn. (usslci.com)
- NavSource.org Landing Craft Infantry (LCI) Data and Photo Index
- USS Rankin (AKA-103): Her Landing Craft
- Seaforth International Defence Contractors - Submersible Landing Craft